# TKS (kosmická loď)
Vesmírná loď TKS měla být pilotovaná kosmická loď určená k zásobování vojenských vesmírných stanic Almaz. Na oběžnou dráhu byla vynášena nosnou raketou Proton a měla sloužit jako alternativa k lodi Sojuz. Vývoj začal v roce 1965, ale když byly připraveny první testovací lety, byl program Almaz zrušen. Proběhly celkem 4 testy návratových modulů VA Merkur a jeden test kompletní konfigurace. Loď vykonala celkem 3 zásobovací bezpilotní lety, nikdy neletěla s posádkou. Program byl později přepracován a sloužil ke spojení s vesmírnou stanicí Saljut 6 a 7 a posloužil jako skica pro pozdější modulární vesmírné stanice jako Mir a ISS.

## Popis lodi
Loď TKS se skládala z těchto částí:
TKS SAS - "Sistema avarijnogo spasenija" Pohotovostní únikový systém
TKS BSO - "Blok Schoda s Orbiti" Úsek pro zajištění sestupu z oběžné dráhy
TKS VA - "Vozvrasčajemij Apparat" Opakovaně použitelná návratová kabina, konstrukčně byla podobná americké kabině z projektu Apollo, byla však o 30% menší. Byla testována celkem čtyřikrát, nikdy však s posádkou.
TKS FGB - Funkční nákladní blok nebo Orbitální obytný a servisní modul. FGB modul byl přístupný z kabiny VA pomocí krátkého spojovacího tunelu. Záď modulu byla vybavena oknem a ovládacími prvky pro manuální řízení spojení se stanicí Almaz.

## Technické detaily
- posádka: 3
- délka: 17,51 m
- obyvatelný prostor: 45,00 m3
- hmotnost: 17 510 kg
- užitečný náklad: 12 600 kg
- tah hlavního motoru: 7,840 kN

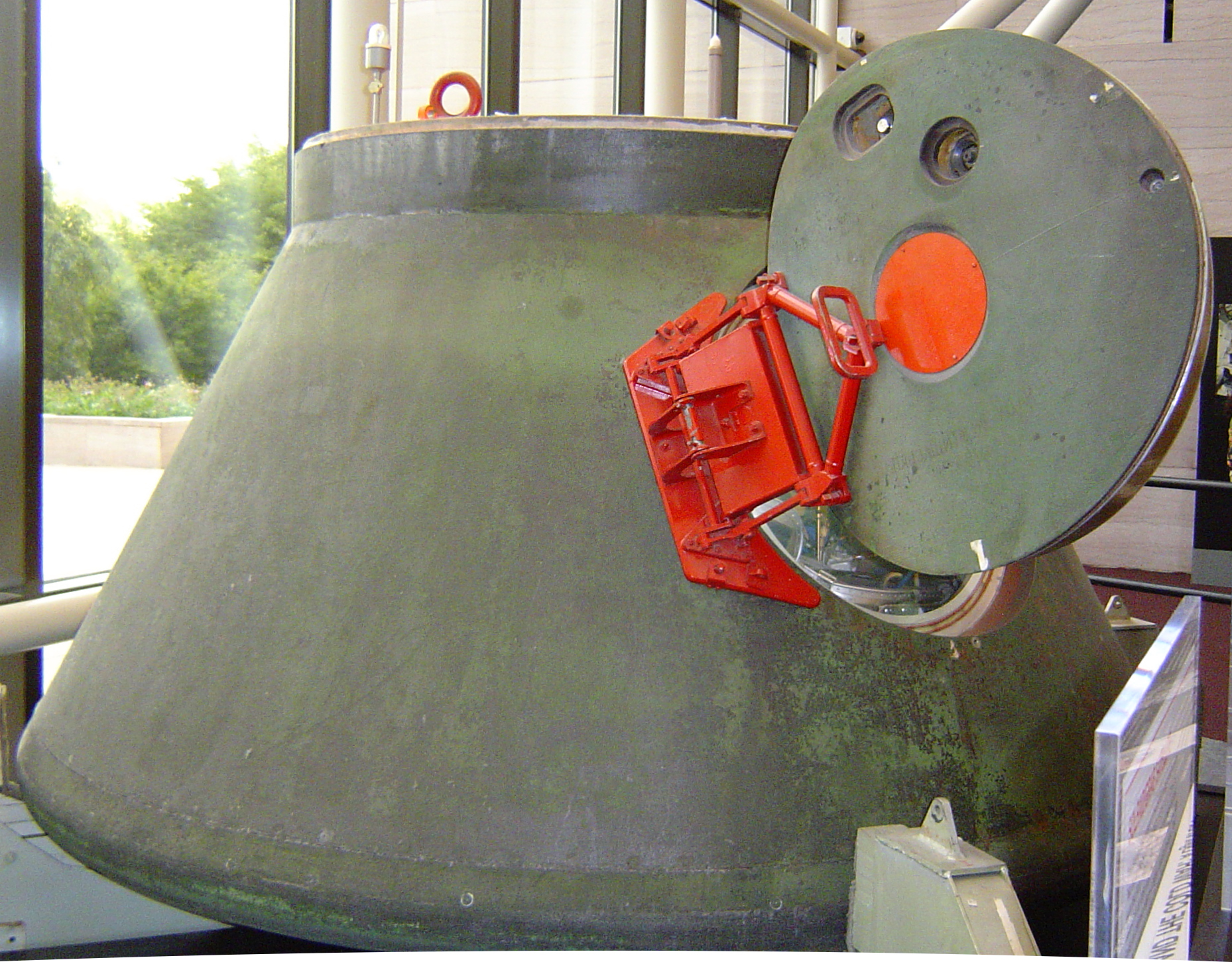
Návratová kapsle VA

- elektrický systém: solární panely 40 m2, 2,4 kW

## Mise

### Testovací orbitální mise
Kosmos 881 a Kosmos 882 - Test návratových VA modulů, byly vyneseny společným nosičem.
Kosmos 929 - Test VA modulu s FGB, VA modul úspěšně přistál na zemi.
Kosmos 997 a Kosmos 998 - Test návratových VA modulů, byly vyneseny společným nosičem.
Kosmos 1100a Kosmos 1101 - Test návratových VA modulů, byly vyneseny společným nosičem.

### TKS-2
Mise Kosmos 1267 ke stanici Saljut 6. FGB modul zůstal připojen ke stanici.

### TKS-3
Mise Kosmos 1443 ke stanici Saljut 7. Modul VA tentokrát zůstal připojen k TSK-3 po dva dny. Po odpojení od stanice se od TKS-3 odpojil VA modul a obíhal další čtyři dny, jako demonstrace schopnosti autonomního letu. VA modul poté úspěšně přistál a dopravil na zemi 300 kg materiálu ze stanice.

### TKS-4
Mise Kosmos 1686 ke stanici Saljut 7. Vybavení kokpitu bylo nahrazeno fotografickou aparaturou s vysokým rozlišením a optickými senzory. Spojení se stanicí proběhlo úspěšně, poté však došlo ke ztrátě kontroly a stanice i s lodí TKS-4 shořela atmosféře 7. února 1991.

## Pozdější využití
Loď TKS nikdy neletěla s posádkou, poskytla však základ pro konstrukci pozdějších vesmírných stanic jako Mir a ISS. V současné době pracuje soukromá společnost Excalibur Almaz na modernizaci TKS pro komerční využití.

## Vyrobené TKS a odvozené moduly
| Název            | Typ   | Index GRAU | Výrobní číslo | Vypuštění          | Určení                   | Zánik             |
| ---------------- | ----- | ---------- | ------------- | ------------------ | ------------------------ | ----------------- |
| Kosmos 929       | TKS   | 11F72      | 161-01        | 17. července 1977  | Bezpilotní test lodě     | 2. února 1978     |
|                  | TKS   | 11F72      | 162-01        | Komplexní maketa   | Komplexní maketa         | Komplexní maketa  |
| Kosmos 1267      | TKS   | 11F72      | 163-01        | 25. dubna 1981     | Bezpilotní test lodě     | 29. července 1982 |
| Kosmos 1443      | TKS   | 11F72      | 164-01        | 2. března 1983     | Modul stanice Saljut 7   | 19. září 1983     |
| Kosmos 1686      | TKS   | 11F72      | 165-01        | 27. září 1985      | Modul stanice Saljut 7   | 7. února 1991     |
| FSB modulu Kvant | FSB   | 11F77      | 166-01        | 31. března 1987    | Tahač modulu stanice Mir | 25. května 1988   |
| FSB lodi Poljus  | FSB   | 11F77      | 167-01        | 15. května 1987    | Neúspěšný start          | Neúspěšný start   |
| FSB modulu 37KP  | FSB   | 11F77      | 168-01        | Nevypuštěn         | Nevypuštěn               | Nevypuštěn        |
| FSB modulu 37KT  | FSB   | 11F77      | 169-01        | Nevypuštěn         | Nevypuštěn               | Nevypuštěn        |
| Kvant-2          | 77KSD | 11F77D     | 171-01        | 26. listopadu 1989 | Modul stanice Mir        | 23. března 2001   |
| Kristall         | 77KST | 11F77T     | 172-01        | 31. května 1990    | Modul stanice Mir        | 23. března 2001   |
| Spektr           | 77KSO | 11F77O     | 173-01        | 20. května 1995    | Modul stanice Mir        | 23. března 2001   |
| Priroda          | 77KSI | 11F77I     | 174-01        | 23. dubna 1996     | Modul stanice Mir        | 23. března 2001   |
| Zarja            | 77KSM |            | 175-01        | 20. listopadu 1998 | Modul stanice ISS        | aktivní           |

## Galerie

Nákres TKS
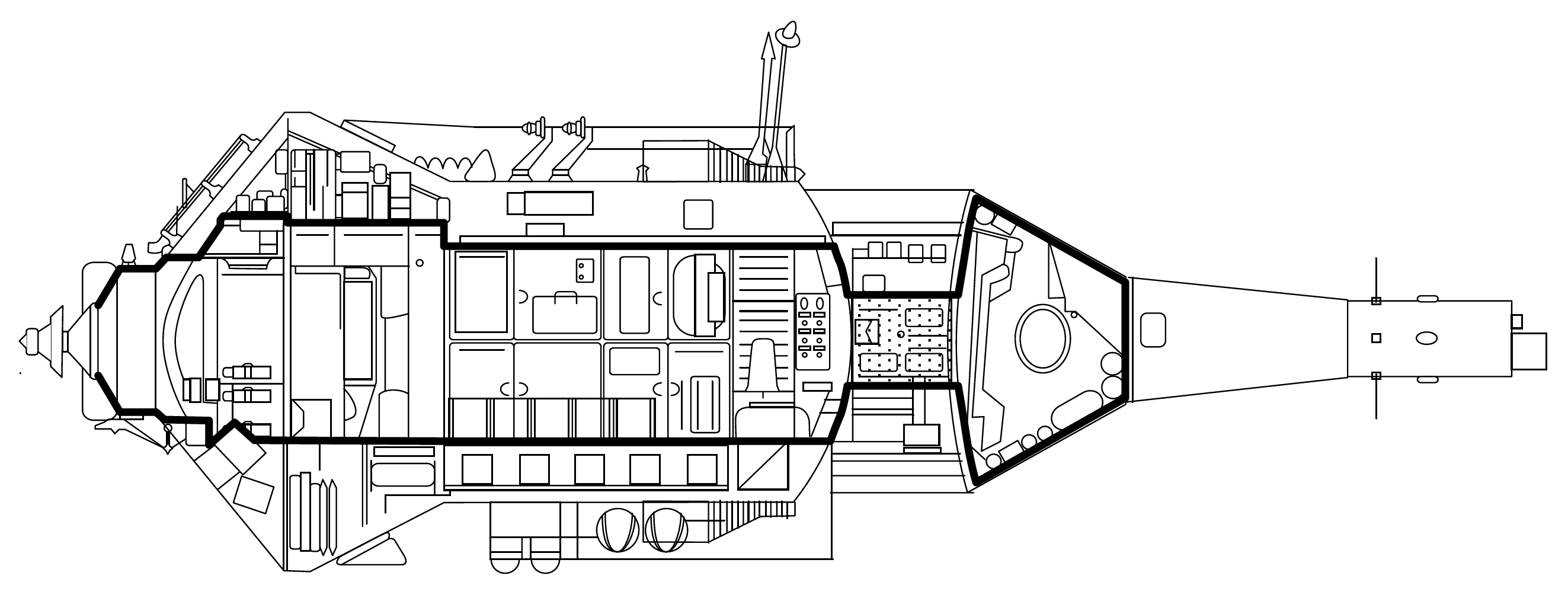
Řez TKS
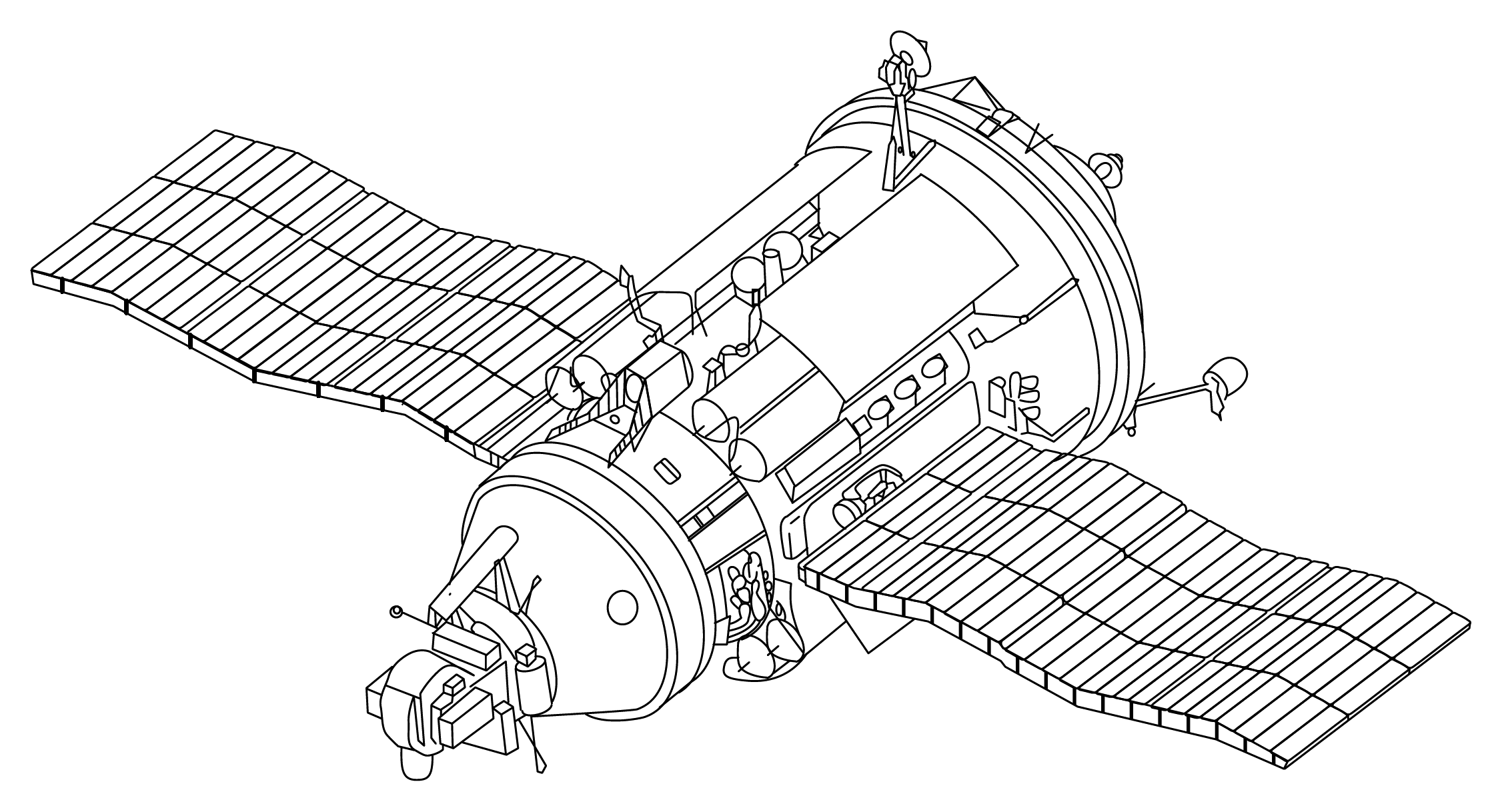
Kosmos-1686, výrazně modifikovaná VA
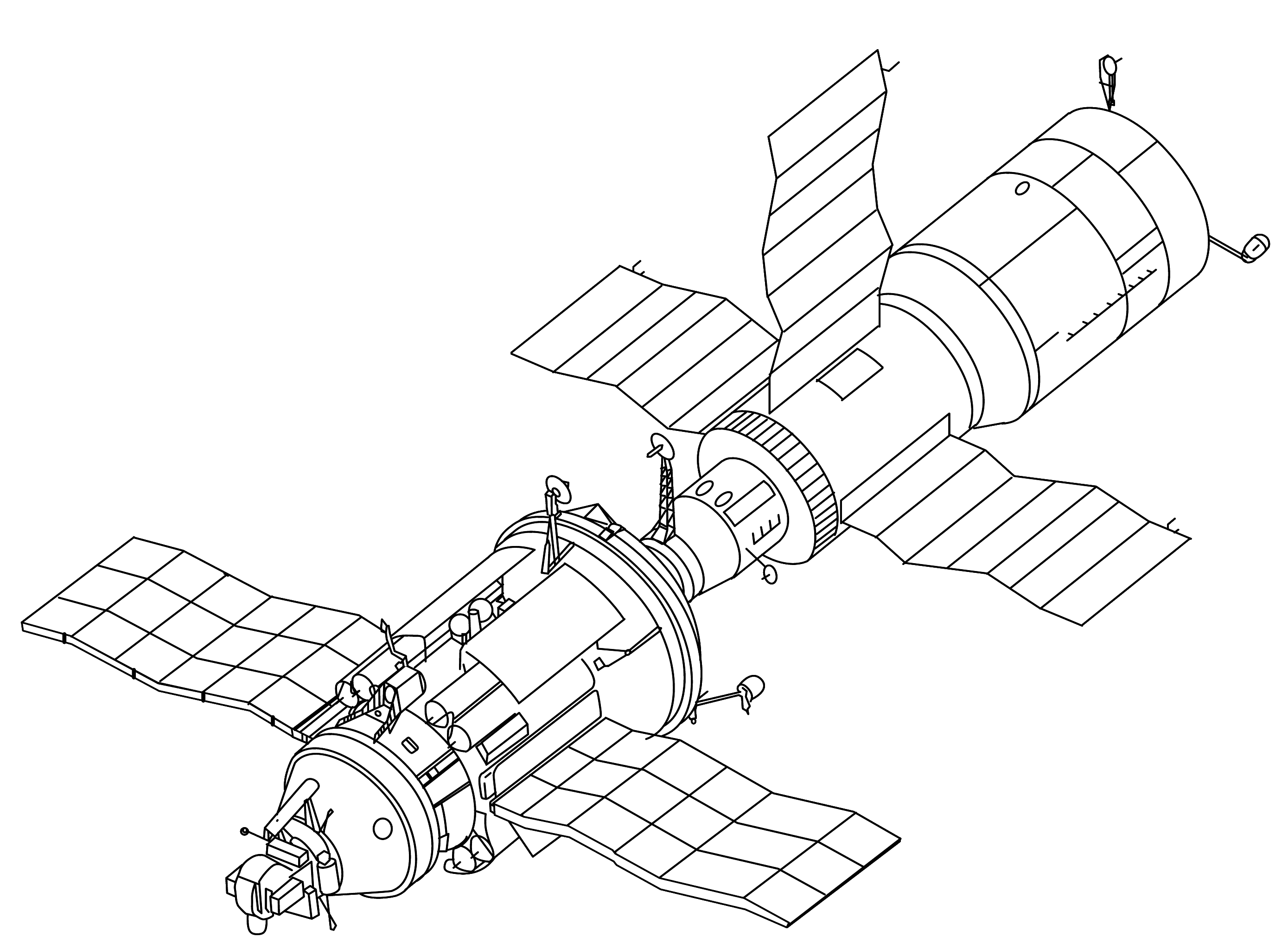
Saljut 7 a Kosmos 1686